# Congham
Congham – wieś w Anglii, w hrabstwie Norfolk, w dystrykcie King’s Lynn and West Norfolk. Leży 54 km na zachód od Norwich i 149 km na północ od Londynu.
Miejscowość liczy 227 mieszkańców.